# Corymborkis galipanensis
Corymborkis galipanensis là một loài thực vật có hoa trong họ Lan. Loài này được (Rchb.f.) Foldats mô tả khoa học đầu tiên năm 1959.